# 陇县 (汉朝)
陇县，中国古县名，在甘肃省天水市境内。
此地为秦国立国之君非子的封地——秦邑（秦亭）。一般认为秦亭在天水市境内，具体所在，有两种说法，一是清水县县城附近，一是张家川回族自治县张家川镇瓦泉村沙楞子:63。秦国设置陇西郡后，其地属之。陇县始设时间不详。西汉时，陇县属天水郡。县城在今张家川回族自治县张家川镇。汉武帝时，始设凉州刺史部。刺史部治所（州治）所在不详，有研究者依据居延漢簡，推测即东汉时的州治陇县:111。
东汉永平十七年（74年），天水郡改称汉阳郡，清水县、戎邑道并入陇县。中平五年（188年），凉州刺史部治所由陇县迁至冀县（今甘谷县）。三国时，曹魏复置清水县，撤陇县并入清水县。属廣魏郡。